# Grace McCleen
Grace McCleen (Galles, 1981) è una scrittrice britannica.

## Biografia
Nata nel 1981 nel Galles ha studiato letteratura inglese all'Università di Oxford e a York.
Ha esordito nella narrativa nel 2012 con il romanzo Il posto dei miracoli vincendo, tra gli altri, il Betty Trask Prize.
Giornalista per il Guardian, nel 2016 ha annunciato di non avere più intenzione di scrivere altri libri.

## Opere

### Romanzi
- Il posto dei miracoli (The Land of Decoration, 2012), Torino, Einaudi, 2013 traduzione di Norman Gobetti ISBN 978-88-06-21103-5.
- The Professor of Poetry (2013)
- The Offering (2015)

### Poesia
- Every Sounding Line (2015)

## Premi e riconoscimenti
- Premio Desmond Elliott: 2012 vincitrice con Il posto dei miracoli[5]
- Betty Trask Prize: 2013 vincitrice con Il posto dei miracoli
- Jerwood Fiction Uncovered Prize: 2015 vincitrice con The Offering